# Paul Biran

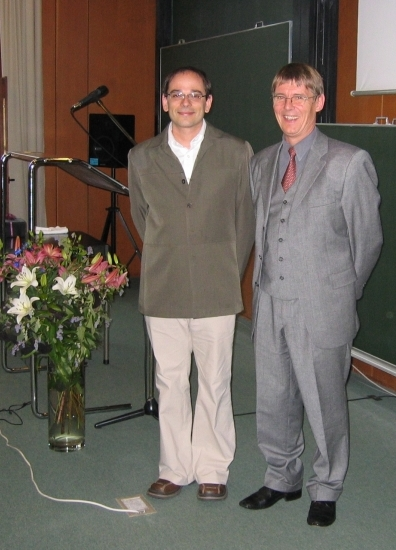
Paul Biran bei der Verleihung des Oberwolfach-Preises (links, mit Gert-Martin Greuel), 2004.

Paul Ian Biran (hebräisch פאול בירן; * 25. Februar 1969 in Bukarest) ist ein israelischer Mathematiker, der sich mit symplektischer Geometrie und Topologie und mit algebraischer Geometrie beschäftigt.
Biran kam 1971 nach Israel. Nach fünfjährigem Militärdienst 1987 bis 1992 studierte er an der Universität Tel Aviv (wobei er nebenbei als Computer-Programmierer bei der Firma CFAX arbeitete), wo er 1997 bei Leonid Polterovich promovierte (Geometry of symplectic packing). 1997 bis 1999 war er Szegö Assistant Professor an der Stanford University. Danach war er Lecturer an der Universität Tel Aviv, ab 2005 Associate Professor und ab 2008 Professor. Seit 2009 ist Paul Biran ordentlicher Professor für Mathematik an der ETH Zürich.
Er löste in seiner Dissertation das (schon von Mikhail Gromov und anderen behandelte) Packungsproblem für symplektische 4-Mannigfaltigkeiten (er bewies, dass diese vollständig mit Kugeln gleichen Durchmessers gefüllt werden können, falls die Anzahl der Kugeln groß genug ist). Dabei führte er auch neue Zerlegungstechniken für symplektische Mannigfaltigkeiten ein.
1998 erhielt er den Landau Research Award. 2003 erhielt er den Oberwolfach-Preis. 2004 erhielt er den EMS-Preis (Preisvortrag: Symplectic topology and algebraic families). 2002 war er Invited Speaker auf dem Internationalen Mathematikerkongress (ICM) in Peking (Geometry of symplectic intersections). 2006 erhielt er den Erdős-Preis. 2013 wurde er in die Leopoldina gewählt.